# Thapsyrus arnoldi
Thapsyrus arnoldi là một loài bọ cánh cứng trong họ Cerambycidae.